# Armin Šrabec
Armin Šrabec (Zagreb, 1. kolovoza 1844. – Zagreb, 22. studenog 1876.), hrvatski klasični filolog, violončelist i skladatelj.

## Životopis
Pohađao je Klasičnu gimnaziju u Zagrebu koju je završio 1862. godine. Studij klasične filologije završio je u Beču, a na školi HGZ-a učio violončelo. Bio je profesor grčkog jezika i književnosti na Zagrebačkom sveučilištu. Predavao je u zagrebačkoj Klasičnoj gimnaziji od 1867. do 1874. godine. Kao glazbeni kritičar "Vienca" zauzimao se za glazbu nacionalnog smjera upućujući često oštre prigovore uvrštavanju skladbi europskih klasika u programe HGZ-a.